# Ламан (озеро)
Ламан — озеро в России, располагается на территории Белозерского района Вологодской области.
Площадь водной поверхности озера равняется 0,8 км². Уровень уреза воды находится на высоте 147 м над уровнем моря. Площадь водосборного бассейн озера составляет 12,4 км².
Код объекта в государственном водном реестре — 08010200311110000004615.